# КК Слога
КК Слога је српски кошаркашки клуб из Краљева. Тренутно се такмичи у Кошаркашкој лиги Србије.
Кошаркашки клуб Слога Краљево, је клуб богате и светле спортске традиције а основан је 1949. године. У периоду од преко пола века бележио је запажене спортске резултате, и из редова КК Слога поникла је читава плејада врхунских кошаркаша и тренера који су сваки у свом времену, били познати и признати у читавом свету. Нека од најпознатијих имена су Владе Дивац и Љубодраг Симоновић.

## Историја
Клуб је био члан Прве савезне кошаркашке лиге у СФРЈ у сезони 1984/85. и 1985/86. као и стални члан Прве савезне кошаркашке лиге у периоду од 1991. до 1996. године, као и од 2000. године до данас. Победник је првог купа Србије 2000 године, победник међународног турнира Џордан 2000, Омладински првак Југославије 1966, Јуниорски првак Балкана 1969. У сезони 1999/00. клуб се вратио у најквалитетнију југословенску лигу "ЈУБА лигу" где се успешно такмичи, а у сезони 2004/05. и 2006/07. учествује и у завршном делу првенства - Суперлиги.
Почетком деведесетих година прошлог века руковођење клубом је био преузео бизнисмен Слободан Николић, па је клуб у периоду од сезоне 1992/93. до краја сезоне 1995/96. носио име КК Бобаник. У новијој историји, клуб је у сезони 2000/01. наступао под именом КК Слога Телеком Србија, у сезони 2003/04. наступао под именом КК Слога Фаворит В.М. а у такмичарској сезони 2005/06. и првом делу такмичарске сезоне 2006/07. наступао под именом КК Слога Социете Женерал, а од 1. јануара 2007. клуб се поново такмичи под именом КК Слога.

## Учинак у претходним сезонама
| Сез.     | Првенство Србије - КЛС | Првенство Србије - Суперлига | Друга лига Србије | Куп Србије | Регионално такмичење | Европско такмичење |
| -------- | ---------------------- | ---------------------------- | ----------------- | ---------- | -------------------- | ------------------ |
| 2008/09. | 10. место              | -                            | -                 | -          | -                    | -                  |
| 2009/10. | 10. место              | -                            | -                 | -          | -                    | -                  |
| 2010/11. | 8. место               | -                            | -                 | -          | -                    | -                  |
| 2011/12. | 8. место               | -                            | -                 | -          | -                    | -                  |
| 2012/13. | 12. место              | -                            | -                 | -          | -                    | -                  |
| 2013/14. | 11. место              | -                            | -                 | -          | -                    | -                  |
| 2014/15. | 9. место               | -                            | -                 | -          | -                    | -                  |
| 2015/16. | 9. место               | -                            | -                 | -          | -                    | -                  |
| 2016/17. | 12. место              | -                            | -                 | -          | -                    | -                  |
| 2017/18. | 14. место              | -                            | -                 | -          | -                    | -                  |
| 2018/19. | -                      | -                            | 4. место          | -          | -                    | -                  |

## Познатији играчи
- Владе Дивац
- Љубодраг Симоновић
- Стефан Јовић
- Драган Тодорић
- Милош Бабић
- Вук Радивојевић
- Александар Мареља
- Марко Поповић
- Марко Бркић
- Саша Васиљевић

## Познатији тренери
- Владимир Ђокић